# Silverliner
Silverliner este numele unor rame electrice folosite în zona Philadelphiei încă din 1958. La ora actuală au existat 5 generații de rame electrice care au purtat numele de Silverliner, acestea sunt identificate cu ajutorul numeralelor romane de la I până la V. Numele de Silverliner a apărut la începutul anilor 1960, deoarece caroseria vagoanelor era făcută din oțel inoxidabil lucios, dând o apariție argintie și contrastând aspectul vagoanelor interbelice utilizate de Pennsylvania Railroad și Reading Railroad construite între 1915 și 1936, care erau construite din oțel carbonic. Cunoscute pentru tehnologia inovatoare la momentul introducerii și a aspectului modern, ramele electrice au lăsat o impresie bună asupra populație din regiunea sud-estică a Pennyslvaniei și a locuitorilor Philadelphiei, iar numele a fost aplicat asupra tuturor vagoanelor comandate din 1963 până în prezent. Va exista și o a șasea generație a acestei familii de rame electrice, care va fi introdusă în anii 2020 pentru a înlocui ramele din a patra generație, care se aproprie de o jumătate de secol de exploatare.

## Prima generație (1958)
Prima generație de Silverlinere și-au început viețile ca o serie de vagoane experimentale produse de Budd. Inițial fiind promovate ca vagoane intercity de nouă generație, acestea au eșuat în scopul de a atrage clienți, în ciuda aspectului modern și a greutății scăzute (de doar 41 de tone). În același timp, deși compania Pennsylvania Railroad (PRR) a aplicat un program de renovare și extindere a vieții asupra ramelor electrice MP54, acestea tot își arătau vârsta, fiind introduse în 1915. Acestea de asemenea aveau o greutate ridicată, accelerație slabă și capacitate scăzută. În același timp, rivali PRR-ului, New York Central (NYC) și New Haven (NH) introduceau rame electrice noi, printre care ACMU și Seria 4400, poreclită Washboard (placa de spălat). Astfel, în 1958, PRR a comandat 6 rame electrice bazate pe vagonul Pioneer III. PRR a intenționat să le folosească pe trenuri de distanță lungă dar ulterior a relegat ramele asupra serviciilor suburbane din Philadelphia.
Chiar dacă acestea se remarcau prin tehnologia recent-introdusă, acestea tot aveau neajunsuri în privința sistemului de tracțiune: sistemul de tracțiune însăși era complex și implica folosirea redresoarelor cu vapori de mercur și a unul transformator de capacitate scăzută. La final, ramele Pioneer III au avut succes în rândul călătorilor și proiectul a servit la baza primelor rame electrice care au purtat oficial denumirea de Silverliner. Mereu fiind distinse de celelalte generații datorită pantografului simetric, acestea au fost inițial numerotate între 150 și 155, fiind ulterior re-numerotate de la 244 la 248 în 1975. Vagonul care ar fi purtat numărul 249 a fost casat în urma unui accident. Din cauza sistemului de tracțiune diferit, acestea nu puteau circula împreună cu celelalte generații introduse mai târziu. Acestea au fost retrase în 1990 alături de ultimele rame electrice Blueliner, introduse de Reading Railroad (RDG) în perioada interbelică, după ce SEPTA a cumpărat mai multe garnituri push-pull. Din cele 5 vagoane, 3 au fost trimise la Pueblo, Colorado de către Administrația Federală Feroviară pentru a fi folosite în crash-testuri, iar alte 2 au fost donate muzeului feroviar de la Strasburg, Pennsylvania. 

## A doua generație (1963)

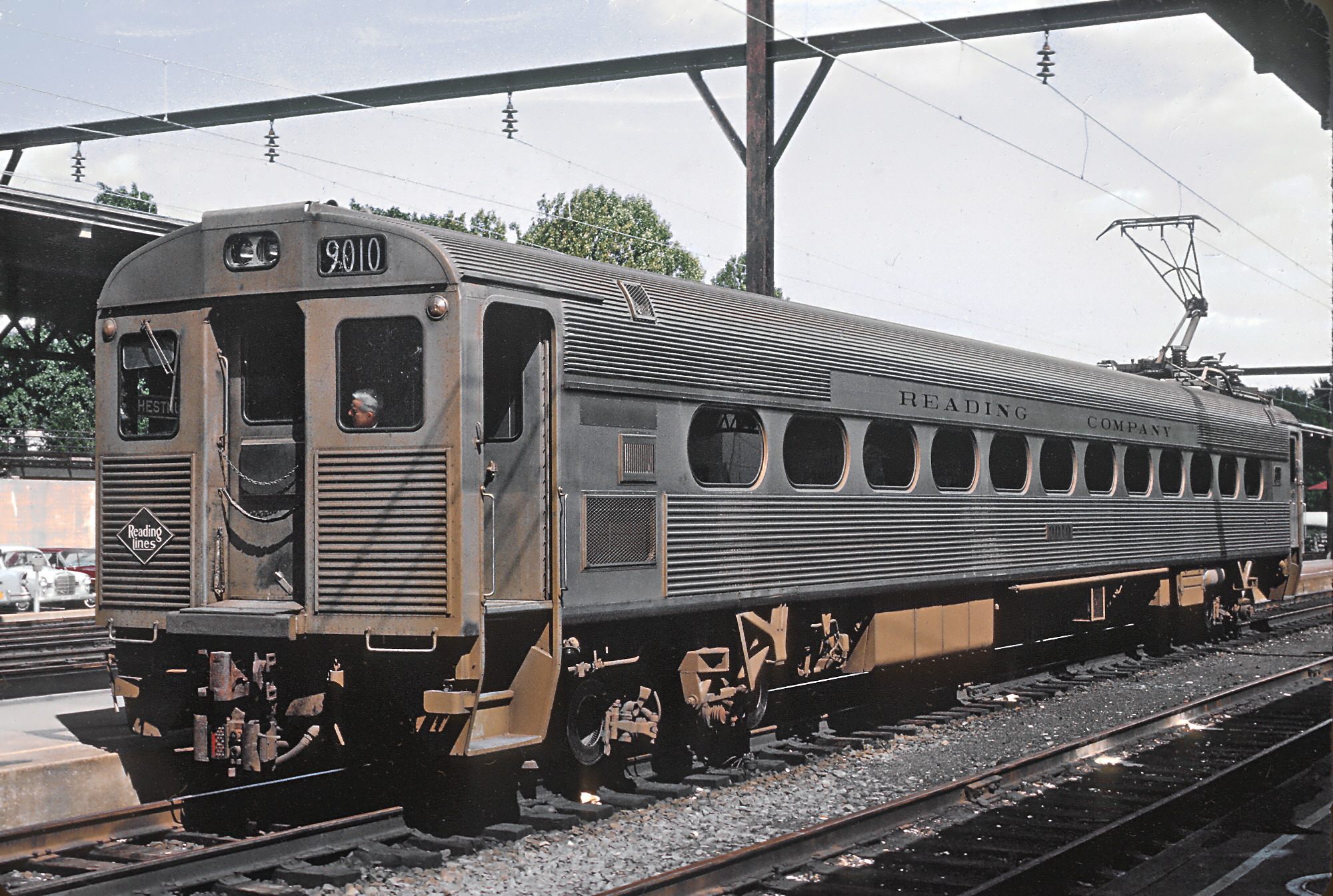
RDG 9010 la Chestnut Hill East,
2 septembrie 1965

În anul 1963, condiția financială a operatorilor Pennsylvania Railroad și Reading Railroad era una în care ambii operatori nu își permiteau achiziționarea unor garnituri noi pentru a-și justifica serviicile suburbane, care pierdeau bani din cauza popularității automobilului. Astfel, guvernul local al Philadelphiei și cel de stat al Pennsylvaniei au decis să intervină și să achiziționeze 59 de rame electrice pentru ambele companii. Numerotate între 201-219 și 251-269, au fost cunoscute drept MP85B conform nomenclaturii PRR, iar RDG a alocat numerele de la 9001 la 9017 și numele de REB-13 conform nomenclaturii companiei. La scurt timp de la introducere, numele de Silverliner a fost adoptat oficial, ramele fiind apreciate de public. 
Acestea au fost o îmbunătățire față de ramele Pioneer III, fiind dotate cu un pantograf asimetric Faiveley, motoare de tracțiune mai puternice și un control fazat de tracțiune, ce permitea o accelerație de 2.7 km/h pe secundă și producând 410 kW. De asemenea au fost dotate cu discuri de frână, cuple multifuncționale și izolare sonoră îmbunătățită. Acestea erau proiectate să atingă viteze de 160 km/h, dar au fost limitate la doar 137 km/h în circulație. Ramele PRR se distingeau prin prezența semnalizării din cabină, rama metalică la parbrizul mecanicului de tren, pluguri diferite și toalete la bord (doar la exemplarele numerotate între 201 și 216). Ramele RDG aveau două rafturi pentru bagaje față de doar unul la exemplarele PRR și inițial nu au fost livrate cu pluguri.
În 1989 și 1990, la jumătatea vieții de exploatare, ramele Silverliner II și III au fost trimise pentru renovare la atelierele Hornell, care au fost cumpărate de Morrison-Knudsen de la Erie Lackwanna Railroad (EL). Printre modificări, redresoarele cu vapori de mercur au fost înlocuite cu diode de siliciu, sistemul de aer condiționat a fost modificat pentru a permite utilizarea agenților refrigerenți ce nu dăunează stratul de ozon, modificarea transformatoarelor pentru a înlocui refrigerentul bazat pe bifenil policlorurat, și desființarea toaletelor. Eventual între 2010 și 2012, vagoanele Silverliner II și III au fost înlocuite deoarece acestea erau greu de întreținut și erau foarte vechi, având o durată de circulație de apropare 50 de ani, și 45 de ani respectiv. Vagonul 210 a fost distrus în urma unui incendiu în Gara Suburbană în 1974, vagonul 265 a servit drept donator de piese în urma unui accident feroviar la Angora pe 16 octombrie 1979, iar vagonul 257 a luat foc la Overbrook pe 5 noiembrie 2009.
Ca parte a proiectului de trenuri de mare viteză inițiat de administrația L. B. Johnson în 1965, Departamentul de Transport al Statelor Unite a primit 5 vagoane bazate pe Silverlinerele din a doua generație, fiind modificate pentru cercetarea proiectului Metroliner; în timpul unor probe, vagoanele au atins o viteză de 265 km/h, mai rapid decât trenurile Shinkansen din Japonia. Ulterior au fost utilizate drept vagoane de inspecție a căii de rulare.

## A treia generație (1967)

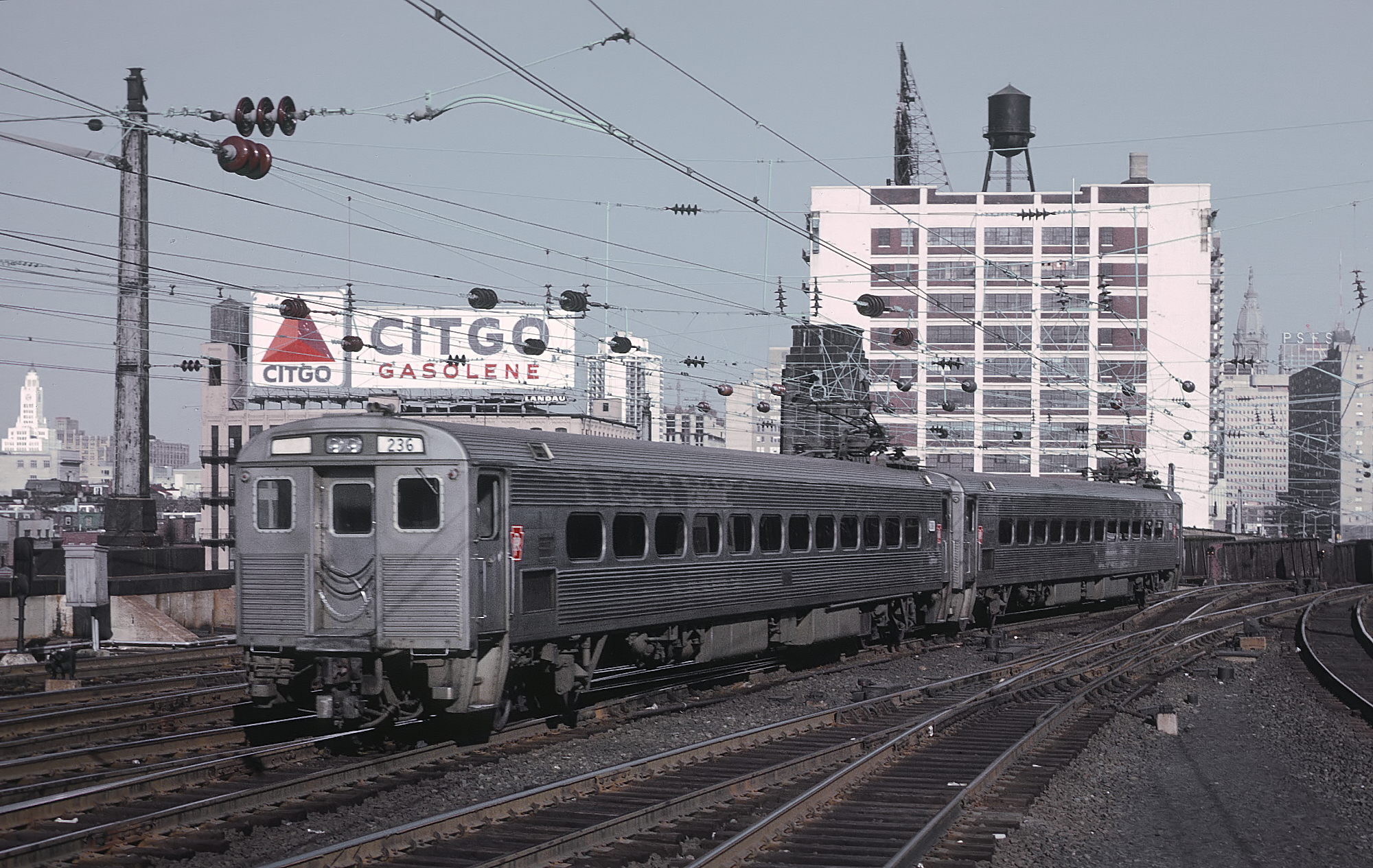
PC 236 intrând în nivelul superior al gării 30th Street din Philadephia,
13 aprilie 1969

La finalul anului 1967, SEPTA a primit din partea PRR-ului o comandă de 20 de rame electrice pentru a fi folosite asupra rutelor suburbane ale PRR-ului în Philadephia. Fiind livrate în toamna aceluiași an, cu câteva luni înainte de formarea companiei de transport Penn Central (PC), se diferențiau față de ramele anterioare prin modificări minore la aspectul exterior și mutarea postului de conducere pe partea stângă, pentru a permite operarea garniturii în stilul autobuzelor (metodă ce nu a fost aplicată niciodată). Au fost numerotate de la 220 la 239, și sunt similare cu ramele Arrow I, construite pentru a circula în New Jersey.
La început au fost utilizate asupra trenurilor plecând din Gara Suburbană din Philadephia, dar în anii 1970 au fost subcontractate Amtrakului pentru a fi utilizate în trenuri express spre Harrisburg, servicii care erau denumite ”Silverliner Service”. După consolidarea acestui tren în Keystone Service, ramele numerotate de la 232 la 239 au fost transferate asupra liniei R1 Airport, primind banchete noi 2+2 (în loc de banchetele 3+2 standard în schema de vopsire ketchup și muștar) cu o mochetă specială și panouri laterale galbene, dar după renovare au primit panouri laterale vopsite în roșu și albastru și transferate asupra altor rute pentru a permite flexibilitatea utilizării lor asupra altor rute. La fel ca Silverlinerele de a doua generație, au fost renovate de Morrison-Knudsen în 1990-1991. 
Deși uneori circulau cu Silverlinerele de a patra generație, SEPTA a preferat să le utilizeze alături cu ramele de a doua generație din cauza capacității aproape identice și a similiarității în modul de operare. Pe 29 iunie 2012, la aproape 45 de ani de la introducerea lor în circulație, SPAX 235 și 9010 au circulat pentru ultima oară pe rețeaua SEPTA, pe linia R6 Cynwyd, unde și-au petrecut ultimele luni.

## A patra generație (1973-1976)

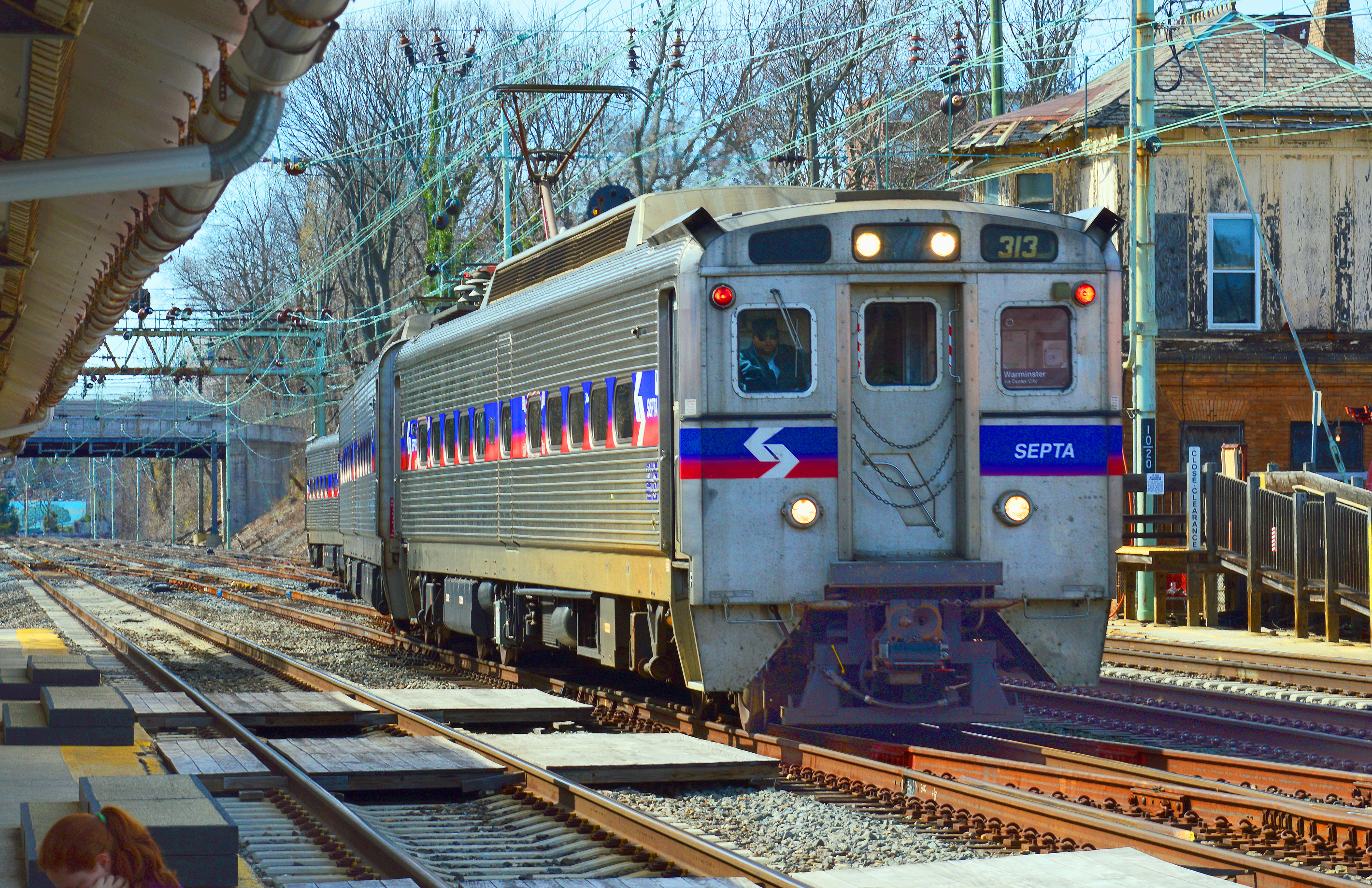
SPAX 313 la Bryn Mawr,
5 aprilie 2017

Comanda de 232 de vagoane, livrate de General Electric și AVCO între 1973 și 1976, au făcut ca a patra generație de Silverlinere să fie și cea cu cele mai multe rame electrice pe rețeaua SEPTA. Ramele Silverliner IV au fost livrate pentru a permite retragerea vârstnicelor vagoane MP54 și RER (cu excepția celor modernizate în Blueliner), fiind livrate asupra Penn Central și Reading Railroad, ultimele rame întrând în proprietatea Conrail-ului în aprilie 1976 după consilidarea operațiilor în nord-estul Statelor Unite.
La fel ca ramele electrice Arrow II (1974) și Arrow III (1977-1978) construite pentru New Jersey Transit (NJT), acestea au venit cu rezistori de frânare reostatică (dinamică) și cu un sistem automat de deschidere a ușilor. În premieră pentru Silverlinere, au venit și rame electrice cu 2 vagoane în loc de 1 vagon, deși au existat și exemplare cu 1 vagon. Chiar dacă sistemul de tracțiune a primit modificări, acesta încă utiliza redresoare cu vapori de mercur. Primele rame au intrat în circulație pe liniile RDG în vara anului 1973, primele vagoane livrate fiind exemplare simple, numerotate între 9018 și 9031. În anii 1974-1975, PC a primit mai multe vagoane simple numerotate între 270 și 303. Producția a fost întreruptă pentru a permite livrarea vagoanelor Arrow II. În anii 1975-1976, Penn Central și Reading au primit și varianta cu 2 vagoane, PC primind 96 de perechi (nr 304-399) și RDG primind 88 de perecni (nr 101-188). Acestea urmau să fie dotate cu o ușă mijlocie pentru peroanele cu înălțime ridicată, dar aceste uși nu au mai fost dotate. 
La mijlocul anilor 1990, vagoanele au fost modificate (nu reconstruite) pentru a permite înlocuirea sistemului refrigerent din transformatoare și a redresoarelor cu vapori de mercur. În anii 2000, banchetele originale care purtau schema de vopsire ”ketchup și muștar” au fost înlocuite cu unele gri, iar vagoanele ex-RDG au fost modificate și renumerotate (400-499) pentru a le aduce la specificații similare cu cele ex-PC (pluguri diferite, sistem de închidere a ușilor automat, etc). Începând cu 2009, pantografele originale Faiveley au fost înlocuite cu unele de la Schunk, identice celor dotate asupra Silverlinerlor din a cincea generație. 
Acestea pot circula în formații de 3 sau 5 vagoane, datorită flexibilității date de ramele cu 2 vagoane. Doar un vagon a fost casat, nr 9020 în urma unui accident feroviar în apropierea gării North Wales în 1980, iar vagonul 144 a luat foc în 2018 la gara Glenside și a fost retras din circulație, restul ramelor fiind utilizate încontinuu de SEPTA. Acestea vor fi retrase începând cu 2022, dar această decizie depinde de data intrării în circulație a Silverlinerlor de a șasea generație.

## A cincea generație (2009-2013)

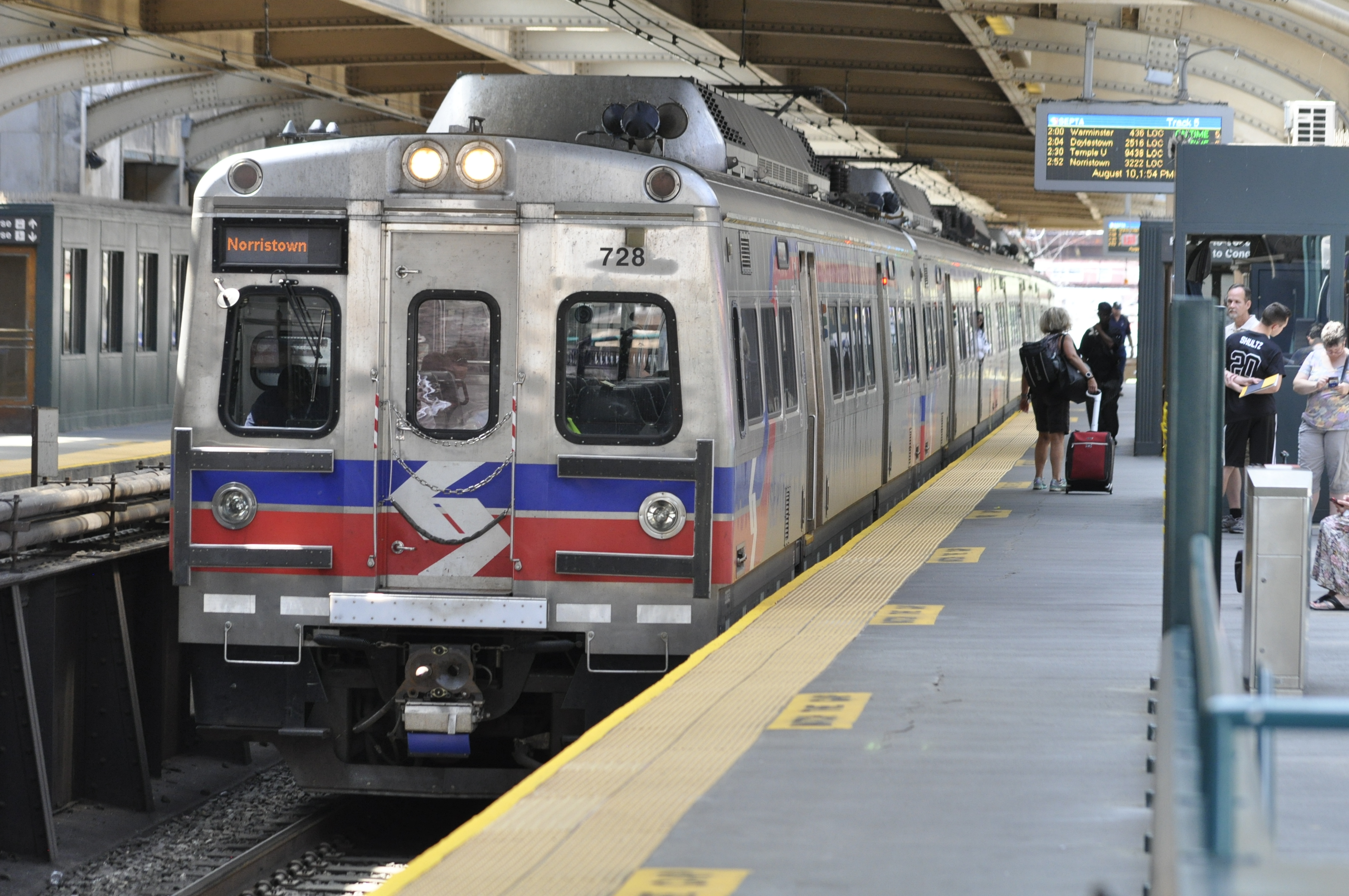
SPAX 728 la nivelul superior al gării 30th Street, 10 august 2019

A cincea (și cea mai recentă) generație de Silverlinere a fost și prima care a fost produsă de o companie străină (Hyundai Rotem), dar și prima generație care a fost fabricată în orașul Philadelphia (în zona sudică a orașului). Fiind cele mai moderne rame electrice ale SEPTA, acestea au acces pentru persoanele cu dizabilități, uși în mijloc în loc să se afle la ambele capete ale vagonului (accesibile cu ajutorul unor scări de peron), standarduri de rezistență noi, fiind mai sigure în cazul unui accident feroviar. Primele vagoane au intrat în circulație pe 28 octombrie 2010, ultimele vagoane fiind introduse la începutul anului 2013. Livrarea lor a fost întârziată, deoarece SEPTA a trebuit să plătească mai multe amenzi în anul 2012. 
Vagoanele Silverliner V au fost retrase temporar din circulație între 2 iulie și 30 noiembrie 2016, deoarece au fost identificate mai multe crăpături în boghiuri. După rezolvarea problemelor, acestea au devenit cele mai fiabile garnituri ale SEPTA. În 2014, mai multe vagoane de același tip au fost livrate liniei suburbane Denver-Aurora în Colorado.